# Sophie Ellis-Bextor
Sophie Michelle Ellis-Bextor (Londres, 10 de abril de 1979) es una cantante, compositora, música y modelo británica, que llegó al reconocimiento internacional en los años 2000 y posteriormente un resurgirmiento de su carrera musical en la década del 2020.
Su música es una mezcla de dance, indie, rock alternativo e influencias de música electrónica de los 80. Es de las artistas más destacadas del dance por su éxito mundial «Murder on the Dancefloor» que la colocó hasta la cima de su carrera tras haber triunfado con el sencillo «Groovejet (If This Ain't Love)» con Spiller y, por otro lado, con su grupo Theaudience. Su éxito principalmente ha sido en Europa, Asia, América Latina y Australia y especialmente en su país natal, Reino Unido. 
Ha publicado seis álbumes de estudio y está por lanzar su primer grandes éxitos, The Song Diaries, que compila una selección de sus singles reinterpretadas con una orquesta y un nuevo sencillo, «Love is You». Sus álbumes son Read My Lips (su debut de 2001), Shoot From the Hip (2003), Trip the Light Fantastic (2007), Make a Scene (2010), Wanderlust (2014) y Familia (2016). Entre sus sencillos se destacan «Groovejet (If This Ain't Love)» (con DJ Spiller), «Murder on the Dancefloor», «Get Over You», «Music Gets the Best of Me», «Mixed Up World», «Catch You», «Heartbreak (Make Me A Dancer)» (con Freemasons), «Bittersweet», «Not Giving Up On Love» (con Armin van Buuren) y «Young Blood».

## Biografía
Nació el 10 de abril de 1979 en Londres, Inglaterra. Su madre es Janet Ellis, presentadora y actriz, conocida por presentar el programa de éxito "Blue Peter" (donde Sophie apareció con su madre cuando tenía seis años, modelando ropa) y su padre es Robin Bextor, un director de cine que ha conseguido ganar numerosos premios prestigiosos en el Reino Unido y Europa. Sus padres se divorciaron cuando Sophie tenía cuatro años.
Asistió a la Escuela St. Stephen's y más tarde a la escuela independiente Godolphin and Latymer en Hammersmith. Entre sus primeras actuaciones públicas se encuentran algunas con la ópera infantil W11 Opera a partir de los trece años, y ahora es patrocinadora de la organización.

## Carrera

### Inicios y Theaudience (1997-1999)
Sophie Ellis-Bextor comenzó su exitosa carrera en 1997, junto con el grupo de pop-Indie llamado Theaudience. Ella era la vocalista del grupo. Mientras que estaba en el grupo, los lectores de la revista "Melody Maker" eligieron a Sophie como la "Cantante más Sexy del Rock". Cantó un dueto con el grupo Manic Street Preachers Black Holes For The Young, como un lado-b del sencillo The Everlasting en 1998. Algunas de las canciones que Theaudience publicaron son I Gor The Wherewithal, If You Can't Do It When You're Young; When Can You Do It?, I Know Enough [I Don't Get Enough] y el hit A Pessimist Is Never Dissappointed, el sencillo más popular de todos los publicados.

### Primeros pasos como solista: «Groovejet»,Read My LipsyShoot from the Hip(2000-2005)
Después de que el grupo se separase, Sophie estuvo un año sin cantar; decidió desfilar en pasarelas de moda de Londres, pero pronto lo dejó. Además comenzó a escribir una novela. En 2000, colaboró con el DJ Italiano Spiller en el sencillo «Groovejet (If This Ain't Love)», su primer trabajo discográfico después de Theaudience. El sencillo entró directamente al Número 1 en las listas de ventas de Reino Unido, quitándole la posición a la entonces Spice Girl, Victoria Beckham, lo que generó, a partir de entonces, un rumor de rivalidad que ha sido desestimado por ambas cantantes. En el periódico "Metro Newspaper" recibió el noveno puesto en el concurso de la Mejor Canción del Momento, compitiendo con Madonna. En 2000, fue finalista en "El Disco Del Año". En ese mismo año, ganó el premio del Mejor Sencillo y el Mejor Hit de Ibiza en los "Ericsson Muzik Awards".
En 2001, Sophie sacó a la venta su primer álbum, Read My Lips. Alcanzó el n.º 2 en las listas de ventas de UK y produjo cuatro sencillos exitosos. Su versión de la canción de Cher, «Take Me Home», alcanzó el n.º 2, como «Murder On The Dancefloor», que se convirtió en el éxito más grande de Sophie hasta la fecha, llegando hasta el Número 2 en el UK Singles Chart, y manteniéndose 23 semanas en las listas de ese país. «Murder» fue la canción más sonada en Europa durante todo ese año. Su tercer sencillo, «Get Over You» / «Move This Mountain», fue publicado en junio de 2002 y alcanzó el n.º 3. El cuarto sencillo, «Music Gets The Best Of Me», alcanzó el #14 en diciembre. En 2002, Read My Lips fue relanzado, y Sophie Ellis-Bextor ganó el Premio a la Artista del Año y el premio "Showbusiness Awards". Read My Lips vendió 2 millones de copias en todo el mundo. Su éxito le permitió hacer presentaciones en vivo en Europa, América Latina y Oceanía. A partir de 2002, Sophie Ellis-Bextor fue nominada, tres años consecutivos, a la "Mejor Cantante Solista Británica" en los Brit Awards.
Su segundo álbum, Shoot From The Hip, fue publicado en octubre de 2003 y fue promocionado con dos sencillos. No logró igualar la repercusión del disco anterior y al poco tiempo de iniciada la promoción, Ellis-Bextor quedó embarazada y decidió suspender un tercer sencillo y la gira de conciertos. El sencillo «Mixed Up World» alcanzó el n.º 7 y «I Won't Change You» alcanzó el n.º 9 en UK en diciembre de 2003. 
A comienzos del 2005, Sophie participó con Busface en el sencillo «Circles (Just My Good Time)» con el pseudónimo de "Mademoiselle E.B.", porque no quería que la gente se confundiese y dijesen que era el primer sencillo de su tercer álbum. En ese año, se le consideró para el papel de Kitty, en la aclamada película del año 2002, Chicago.

### Vuelta conTrip the Light Fantastic(2006-2009)

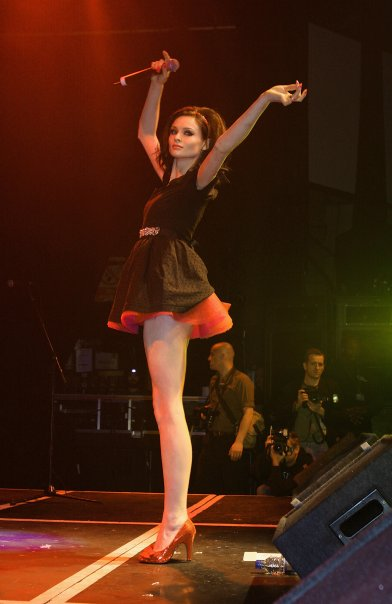
Sophie durante una actuación en Astoria el 28 de julio de 2007.

Su tercer álbum, titulado Trip the Light Fantastic fue lanzado en mayo de 2007 y debutó en el número siete en el Reino Unido. Para esta placa Sophie contó con la colaboración de un gran número de compositores y productores, como Fred Schneider del grupo The B-52s, el disc jockey francés Dimitri from Paris y la cantante Cathy Dennis, famosa por crear el gran éxito del 2001 de Kylie Minogue "Can't Get You Out Of My Head", el dúo Xenomania y otros.
El álbum fue publicitado con tres singles y una gira de conciertos. «Catch You», el primer sencillo, fue publicado comercialmente el 19 de febrero de 2007, aunque semanas anteriores ya había debutado en el UK Top 40. En su primera semana de ventas escaló al n.º 8 de su país, vendiendo en total más de 120,000 copias y obteniendo aceptación en el resto del mundo.
Los siguientes sencillos fueron afectados por problemas de distribución, que impactaron negativamente en sus ventas. «Me and My Imagination» debutó en el #23 de Reino Unido y tuvo un fallo en iTunes. El tercer y último sencillo del disco fue la balada «Today The Sun's On Us», publicado en agosto de 2007. Si bien tuvo aceptación crítica, entre la tibia aceptación del público y problemas logísticos de su distribución debutó fuera del Top 60 en Reino Unido y rápidamente desapareció de la lista. Poco después lanzó solo para radios de algunos países de Europa la canción «If I Can´t Dance», que se incluyó en compilaciones de éxitos del año 2008 y en la banda sonora de la película St Trinian´s.

### Carrera independiente: colaboraciones con DJs yMake a Scene(2009-2013)
Luego de finalizada la promoción de Trip the Light Fantastic Sophie se avocó a producir material para un grandes éxitos. Según cuenta la propia Sophie en abril de 2008, las sesiones resultaron fructíferas y decidió lanzar un cuarto álbum de estudio antes del recopilatorio. El nombre de esta placa sería Straight to the Heart y en noviembre de ese año y el primer sencillo sería «Sophia Loren», tema grabado para una campaña publicitaria de Rimmel London en la que también participaba como modelo junto a Kate Moss. En 2009 colaboró con Freemasons para su álbum Shakedown 2 prestando su voz a la canción «Heartbreak (Make Me a Dancer)», que se lanzó como sencillo en junio de 2009 y alcanzó el número 13 en las listas del Reino Unido.
El lanzamiento del disco se pospuso numerosas veces hasta abril de 2011, cuando fue editado de forma independiente como Make a Scene, empujado por el sencillo «Bittersweet», también producido por Freemasons y que llegó al número 25 en Reino Unido. El disco es netamente dance y electrónico y cuenta con colaboraciones de diversos y reconocidos disc jockeys, entre los que se encuentran Calvin Harris y Armin van Buuren, Junior Caldera o NERVO. La recepción crítica fue dispar y se objetó a la placa que tuviera diversas influencias poco unificadas. Comercialmente, es el disco menos exitoso de la cantante.
La promoción fue acompañada por numerosos sencillos editados entre 2009 y 2012, dirigidos a distintos mercados. Luego de «Heartbreak (Make Me A Dancer)» (junio de 2009), Sophie lanzó la colaboración con Junior Caldera «Can't Fight This Feeling» en enero de 2010, con buena aceptación en Europa continental. Junto con el álbum fue lanzada la exitosa «Bittersweet» (mayo de 2010), compuesta junto a Freemasons. El cuarto sencillo del álbum fue «Not Giving Up On Love» (agosto de 2010) junto al neerlandés Armin van Buuren, que se convirtió en una de las canciones más exitosas de ambos artistas aunque en Reino Unido no llegó a posiciones comerciales muy altas. Los siguientes tres sencillos tuvieron menor repercusión y estuvieron orientados a mercados puntuales: «Off & On», producido por Calvin Harris (abril de 2011), «Starlight» (mayo de 2011) y por último «Revolution» (enero de 2012).

### Cambio de estilo:WanderlustyFamilia(2014-2016)
El 20 de enero de 2014 lanzó su quinta producción de estudio, Wanderlust. Esta producción significó un rotundo cambio de estilo, más orientado a la música indie y folk, con marcadas influencias en la música y cultura tradicionales rusas. Tuvo una enorme aceptación tanto de la prensa especializada como del público y es su placa más exitosa desde su debut Read my Lips de 2001. El primer sencillo, la balada «Young Blood», fue lanzado en noviembre de 2013 y llegó al Top 40 de Reino Unido. Los siguientes sencillos fueron «Runaway Daydreamer», «Love is a Camera» y «The Deer & the Wolf». Más adelante el mismo año relanzó Wanderlust acompañado de Wandermix, un disco extra con remixes de cinco canciones y una pista continua con los cinco remixes en secuencia continua.
En septiembre de 2016 lanzó su sexta producción de estudio el cual fue titulado Familia, con influencia e inspiración en la región de América Latina. En sus palabras, este álbum "muestra a la chica de Wanderlust mudándose de Europa del Este hacia el clima más cálido y soleado de América latina, donde cambia vodka por tequila". Si bien las críticas fueron todavía más destacadas que las de su predecesor, ni el álbum ni los sencillos tuvieron la misma repercusión comercial. Su primer sencillo fue «Come With Us» (julio de 2016), secundado por «Crystallise», «Wild Forever» (cuyo video fuera rodado en Puerto Vallarta, México) y «Death of Love» (con un video realizado en San Sebastián del Oeste, donde además se grabó una versión alternativa con mariachis).

### Grandes éxitos y receso (2017-2021)
En 2017, Ellis-Bextor anuncia su primer grandes éxitos, The Song Diaries, que propone una reelaboración orquestal de una selección de sus canciones más destacadas. Fue lanzado en marzo de 2019 y acompañado por los sencillos «Love is You» (un cover de Carol Willams, cuya versión original es sampleada en «Groovejet») y regrabaciones de «Murder on the Dancefloor», «Take Me Home» y su sencillo con theaudience, «A Pessimist Is Never Disappointed». Su recepción crítica fue buena y llegó al n.º 14 en Reino Unido.
Luego de promocionar el álbum con una serie de recitales orquestales y con su banda, a partir del aislamiento por la pandemia de COVID-19 la cantante comenzó a realizar "Kitchen Discos" en vivo por Instagram. Su gran repercusión internacional la llevaron a anunciar un nuevo grandes éxitos, Songs from the Kitchen Disco, lanzado en septiembre de 2020. Esta placa está compuesta de sus hits en ediciones originales, una reversión de «Groovejet» producida por Freemasons y algunos covers. El sencillo «Crying at the Discotheque» tuvo mucha rotación en las radios europeas. Paralelamente, lanzó su podcast (Spinning Plates, sobre maternidad), su autobiografía (también titulada Spinning Plates) y un libro de recetas (Love.Food.Family: Recipes from the Kitchen Disco).

### Hana,Saltburny resurgimiento (2022-presente)
En julio de 2022 editó el sencillo «Hypnotized», a dueto con el DJ Wuh Oh.  En enero de 2023, Ellis-Bextor colaboró con el dúo japonés-australiano Rhyme So en una versión de la canción de Malcolm McLaren «Deep in Vogue». El 8 de febrero de 2023, publicó una nueva canción, «Breaking the Circle», el sencillo principal de su séptimo álbum de estudio, Hana, que se lanzó el 2 de junio de 2023. Ellis-Bextor dijo que el álbum se inspiró en un viaje a Japón, realizado antes de que comenzara la pandemia de COVID-19. Ellis-Bextor dijo sobre el álbum: "Como no había estado antes, tenía muchas ideas sobre cómo podría ser [Japón]. El paisaje sonoro [del álbum] es como la idea que alguien tiene de cómo podría ser un lugar antes de llegar allí. Ese viaje también se volvió significativo en un sentido más amplio porque fue el último viaje que hice antes de que todo cerrara".
En julio de 2023, se anunció que Ellis-Bextor colaboraría con el compositor de cine David Arnold y el letrista Don Black para la canción de la película de Channel 4 y Universal Pictures, "Mog's Christmas", basada en la serie de libros para niños de Judith Kerr. La canción, titulada «As Long As I Belong», trata sobre "la importancia de pertenecer". Ellis-Bextor también colaboró con Robbie Williams y su proyecto de música electrónica 'Lufthaus' en la canción «Immortal», que forma parte del álbum debut del grupo, "Visions, Volume 1". El álbum fue lanzado el 6 de octubre de 2023.
«Murder on the Dancefloor» de Ellis-Bextor apareció en la última escena de la película Saltburn de 2023. Como resultado, la canción volvió a entrar en la lista de sencillos del Reino Unido en el puesto número dos y obtuvo la mayor cantidad de reproducciones globales en Spotify, recibiendo más de 1,4 millones de reproducciones en la víspera de Año Nuevo.
Gracias a esto, Ellis-Bextor firmó un contrato musical a principios de 2024 con Universal Music Group y anunció que ya estaba trabajando en su siguiente álbum. En febrero de 2024, se anunció que Ellis-Bextor actuaría en el Valley Fest 2024 en Chew Magna en agosto de ese mismo año.

## Vida personal
Está casada con el músico Richard Jones, bajista del grupo The Feeling. Tienen cinco hijos; Sonny (23 de abril de 2004), Kit (7 de febrero de 2009), Ray (25 de abril de 2012), Jesse (3 de noviembre de 2015) y Mickey (enero de 2019). Sophie sufrió de preeclampsia durante sus embarazos.

## Otros proyectos

### Otras grabaciones
En 1998 aportó voces a "Black Holes for the Young" de la banda Manic Street Preachers. La grabación apareció como lado B de algunas ediciones del sencillo "The Everlasting" (1998). Aportó voces en canciones de varios DJs, muchas de las cuales fueron éxitos. «Circles (Just My Good Time)» de Busface (bajo el seudónimo de Mademoiselle EB) en 2005, que fue lanzada como sencillo en varios países e ingresó en varios charts australianos. «Fuck With You» de Bob Sinclar, lanzada como sencillo en Europa continental en 2011, se convirtió en un hit dance. «Beautiful» de Mathieu Bouthier en 2012 fue lanzada como sencillo por Universal en Francia y algunos territorios europeos. «Back 2 Paradise» de Guéna LG fue lanzado como sencillo en marzo de 2014, acompañado de un videoclip en el cual Ellis-Bextor es interpretada por una muñeca.

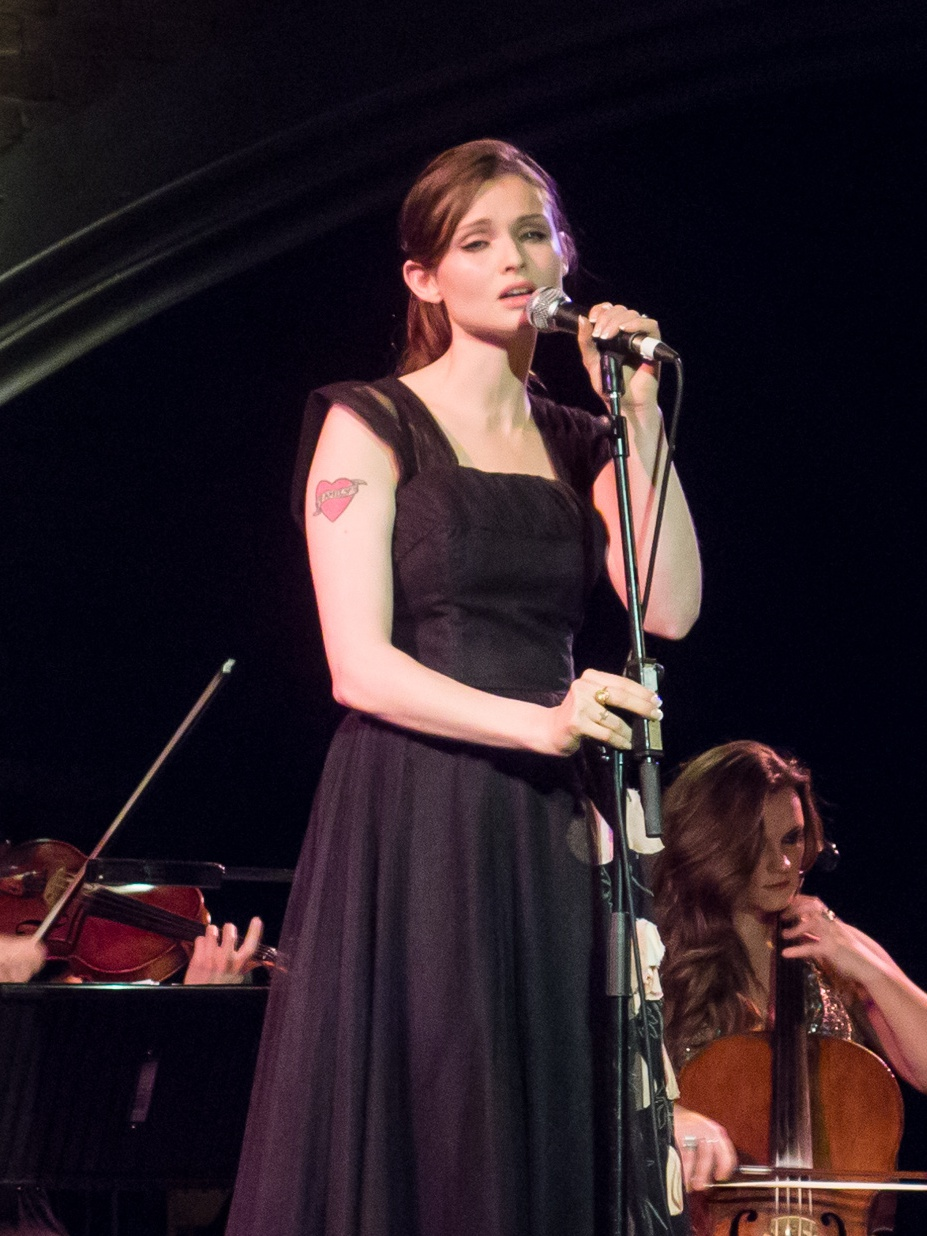
Ellis-Bextor actuando en noviembre de 2012

En abril de 2014 Paul Oakenfold subió a su canal en YouTube una canción titulada «Become One» (Zero Gravity Edit), una colaboración entre Sophie Ellis-Bextor y el DJ DedRekoning, como parte de su Radio podcast llamado Planet Perfecto. Poco después se dio a conocer que la canción se titulaba en realidad «Only Child» y fue lanzada como sencillo acompañada de numerosos remixes. En 2018 aportó su voz a la canción «Hummingbird» del ruso LCAW.
Grabó y aportó varias canciones para bandas sonoras de películas y series: «One Way or Another» (originalmente de Blondie) para The Guru en 2002, «Want You More» para Suzie Gold en 2004, «Jolene» (originalmente de Dolly Parton) para Beautiful People en 2008. Una versión de «Yes Sir, I Can Boogie» grabada en 2003 como b-side de «I Won't Change You» fue incluida en la banda de sonido de La casa de las flores. En 2021 grabó junto a The Feeling y Jamie Cullum y el elenco original de Everybody's Talking About Jamie una versión de «Don't Stop» de Fleetwood Mac para la banda sonora de la película basada en el musical.
Ha colaborado con canciones para varias compilaciones. En 2006, su canción «Dear Jimmy» se incluyó en el recopilatorio Popjustice. Un cover de «Rebellion (Lies)» de Arcade Fire fue incluido en el compilatorio de caridad Songs To Save a Life (2011). Una versión del clásico de New Order "True Faith" para el compilado BBC Radio 2: Sounds of the 80s. Grabó junto con Alex Christensen y la Orquesta de Berlín versiones de «Self Control» y «Sweet Dreams (Are Made of This)» para el álbum Classical 80s Dance (2022).
En 2011, participó en el tema «Leave Me Out of It» de la banda británica The Feeling, incluido en el álbum Together We Were Made. La canción fue utilizada para promocionar el álbum e interpretada junto a Ellis Bextor en televisión y algunos shows en vivo. Colaboró nuevamente con The Feeling en 2022 en el sencillo «When You're Still Young» y en la banda sonora de Everybody's Talking About Jamie. El 10 de abril de 2014 Sophie celebró su cumpleaños número 35 en los Maida Vale Studios grabando la canción «Do You Remember the First Time?», originalmente de la banda  Pulp, para celebrar los 20 años del Britpop un proyecto de la BBC Radio 2. En 2021 esta versión fue incluida en sus grandes éxitos, Songs from the Kitchen Disco.

### Campañas publicitarias
En 2001, siguiendo el éxito de «Murder on the Dancefloor», Sophie se convirtió en la imagen principal de la marca Rimmel-London y la marca fue el patrocinador oficial de su gira en Reino Unido y el resto de Europa. En el año 2008 se convirtió de nuevo en la imagen de la campaña publicitaria de la misma marca, para la cual compuso la canción «Sophia Loren».
En el año 2006 Sophie se convierte en la imagen de la colección otoño-invierno para la firma de alta costura inglesa Monsoon.
En 2013 Sophie es seleccionada como la imagen de la campaña de primavera 2013 para la casa de modas Sueca Seppälä con boutiques en Finlandia, Rusia, los Países Bálticos y Ucrania. Su canción «Under Your Touch» fue usada para los videos publicitarios.

### Filmografía
En septiembre del 2013 la BBC anunció que Sophie Ellis-Bextor sería una de las estrellas invitada a contender en el concurso de baile Strictly Come Dancing en su edición número 11. Sophie fue acompañada durante el concurso por el una vez ganador Brendan Cole. Brendan y Sophie lideraron la tabla en la semana 2 de la competición con su Charlestón y posteriormente dominaron también en la semana 4 con su foxtrot. El 15 de diciembre Sophie se gana un lugar en la final de la competencia junto a la modelo Abbey Clancy, y las estrellas de TV Susanna Reid y Natalie Gumede, finalmente el 21 de diciembre Sophie termina en el cuarto lugar, siendo Abbey Clancy la ganadora del concurso.
En 2020 comenzó su podcast, Spinning Plates, en el cual conversa con madres trabajadoras sobre maternidad, intereses personales y el mantenimiento de una carrea profesional. Desde 2020 también conduce por la Radio 2 de BBC el programa semanal Sophie Ellis-Bextor's Kitchen Disco, en el cual pasa música bailable. En el marco de sus colaboraciones con la BBC, en 2021 hizo un maratón de baile de 24hs en el cual recaudó más de un millón de libras para causas relacionadas con la infancia. Es activista por diversas causas relacionadas con los derechos y salud de las mujeres e infancias.

### Actividades filantrópicas
Sophie Ellis-Bextor es una activa defensora de los derechos de los animales, posó para una campaña anti-piel de PETA, sujetando un zorro muerto y despellejado bajo el lema "Aquí está el resto de su abrigo".

## Discografía
| Álbumes de estudio - 2001: Read My Lips - 2003: Shoot From the Hip - 2007: Trip the Light Fantastic - 2011: Make a Scene - 2014: Wanderlust - 2016: Familia - 2023: Hana | Con Theaudience - 1998: Theaudience Álbumes recopilatorios - 2019: The Song Diaries - 2020: Songs From The Kitchen Disco |

## Giras
Principales
- Read My Lips Tour (2002–2003)[35]
- Straight to the Heart Tour (2009–2010)[36]
- Wanderlust Tour (2014)[37]
- Familia Tour (2017)[38]
- The Song Diaries Tour (2019)[39]
- Kitchen Disco Tour (2022–2024)[40]

Compartidas
- 25 Live (de George Michael) (2006)[41]
- Beautiful World Tour (de Take That) (2007)[42]
- Pandemonium Tour (de Pet Shop Boys) (2010)[43]
- Total Pop! Forest Tour (de Erasure) (2011)[44]
- Summer 2019 (de Kylie Minogue) (2019)[45]
- What the Future Holds Tour (de Steps) (2021)[46]
- The Wild Dreams Tour (de Westlife) (2022)